# Pipa carvalhoi
Pipa carvalhoi é uma espécie de anfíbio da família Pipidae.
É endémica do Brasil.
Os seus habitats naturais são: florestas secas tropicais ou subtropicais , savanas áridas, savanas húmidas, matagal árido tropical ou subtropical, matagal húmido tropical ou subtropical, marismas de água doce, lagoas e lagoas para aquicultura.
Está ameaçada por perda de habitat.